# Hr.Ms. Schokland (1944)
De Hr.Ms. Schokland (FY 1082, MV 15) ex HMS MMS 1082 was een Nederlandse mijnenveger van het type MMS 126, vernoemd naar het voormalige Overijsselse eiland Schokland, gebouwd door de Britse scheepswerf Messr. J.S. Doig uit Grimsby. Tijdens de Tweede Wereldoorlog voerde het schip mijnenveegoperaties uit in Britse wateren.
Na de Tweede Wereldoorlog heeft het schip kortstondig dienstgedaan in de Nederlandse kustwateren, omdat het schip samen met de andere Nederlandse mijnenvegers van het Type MMS 126 op 3 oktober 1945 in konvooi naar Nederlands-Indië is vertrokken. Na ongeveer vier jaar mijnenveegoperaties te hebben uitgevoerd in Nederlands-Indië werd het schip op 8 november 1949 uit dienst gesteld.